# Lijst van bombardementen uit de Tweede Wereldoorlog
Dit is een lijst van bombardementen uit de Tweede Wereldoorlog.
| Datum                                                                         | Locatie                                                | Aanvallers                 | Noten |
| ----------------------------------------------------------------------------- | ------------------------------------------------------ | -------------------------- | --- |
| 11 mei 1940                                                                   | Amsterdam                                              | Asmogendheden              | 44 burgerdoden |
| april-mei 1942                                                                | Baedeker Blitz Bath, Canterbury, Exeter, Norwich, York | Asmogendheden              | genoemd naar Baedeker (reisgids) 1637 burgerdoden |
|                                                                               | Bahrein                                                | Asmogendheden              | |
| september 1940 – mei 1941                                                     | Barrow-in-Furness                                      | Asmogendheden              | 83 burgerdoden |
|                                                                               | Belfast                                                | Asmogendheden              | |
| 6-8 april 1942                                                                | Belgrado                                               | Asmogendheden              | 1500-4000 burgerdoden |
| 19 november 1940                                                              | Birmingham                                             | Asmogendheden              | 450 burgerdoden |
|                                                                               | Boekarest                                              | Asmogendheden              | |
|                                                                               | Brighton                                               | Asmogendheden              | |
| 24 november 1940                                                              | Bristol                                                | Asmogendheden              | 207 burgerdoden |
|                                                                               | Calcutta                                               | Asmogendheden              | |
|                                                                               | Cardiff                                                | Asmogendheden              | |
|                                                                               | Chisinau                                               | Asmogendheden              | |
|                                                                               | Clydebank                                              | Asmogendheden              | |
| 14 november 1940                                                              | Coventry                                               | Asmogendheden              | 568 burgerdoden |
|                                                                               | Darwin                                                 | Asmogendheden              | |
| 10 mei 1940                                                                   | Den Haag                                               | Asmogendheden              | 66 huzaren dood |
|                                                                               | Den Helder                                             | Asmogendheden              | |
|                                                                               | Dublin                                                 | Asmogendheden              | |
| 19 september 1944                                                             | Eindhoven (1944)                                       | Asmogendheden              | 227 burgerdoden |
|                                                                               | Frampol                                                | Asmogendheden              | |
|                                                                               | Glasgow                                                | Asmogendheden              | |
|                                                                               | Greenock                                               | Asmogendheden              | |
| September 1940 - mei 1941                                                     | Londen                                                 | Asmogendheden              | 42.000 burgerdoden |
|                                                                               | Malta                                                  | Asmogendheden              | |
|                                                                               | Manchester                                             | Asmogendheden              | |
|                                                                               | Minsk                                                  | Asmogendheden              | |
|                                                                               | Nottingham                                             | Asmogendheden              | |
| 7 december 1941                                                               | Pearl Harbor                                           | Asmogendheden              | Japanse aanval op Amerikaanse oorlogsvloot |
| juli–oktober 1940                                                             | Palestina                                              | Asmogendheden              | 137 burgerdoden |
|                                                                               | Plymouth                                               | Asmogendheden              | |
|                                                                               | Portsmouth                                             | Asmogendheden              | |
| 14 mei 1940                                                                   | Rotterdam                                              | Asmogendheden              | 711 burgerdoden, leidde tot de capitulatie van Nederland                                                                                             |
|                                                                               | Sheffield                                              | Asmogendheden              | |
| 1941                                                                          | Singapore (1941)                                       | Asmogendheden              | |
| 17 mei 1940                                                                   | Sint-Niklaas                                           | Asmogendheden              | 120 burgerdoden |
|                                                                               | Southhampton                                           | Asmogendheden              | |
| 1941                                                                          | Stalingrad (1941)                                      | Asmogendheden              | |
|                                                                               | Sunderland                                             | Asmogendheden              | |
|                                                                               | Swansea                                                | Asmogendheden              | |
| 5 juni 1944                                                                   | Tsjoengking                                            | Asmogendheden              | 4000 burgerdoden |
| 1 - 27 september 1939                                                         | Warschau                                               | Asmogendheden              | 6500 burgerdoden |
| 17, 25, 28 juli 1943                                                          | Amsterdam-Noord                                        | Geallieerden               | Doelwit: Vliegtuigfabiek Fokker, 200 burgerdoden |
| 28 juli 1945                                                                  | Aomori                                                 | Geallieerden               | 1.767 burgerdoden |
| 22 februari 1944                                                              | Arnhem                                                 | Geallieerden               | Onderdeel van Operatie Argument. Doelwit: Arnhemse Rubber Fabriek op industrieterrein Het Broek. 57 burgerdoden in woonwijken Rijnwijk en Marburgen. |
| 17 april 1942                                                                 | Augsburg                                               | Geallieerden               | Doelwit: MAN SE fabriek van motoren voor onderzeeboten 730 burgerdoden                                                                               |
| juni 1940 - april 1945                                                        | Berlijn                                                | Geallieerden               | 50.000 burgerdoden |
| 11 april 1944                                                                 | Centraal Bevolkingsregister in Den Haag                | Geallieerden               | 62 burgerdoden |
| 3 maart 1945                                                                  | Bezuidenhout                                           | Geallieerden               | Doelwit: lanceerinrichtingen voor V2-raketten in het Haagse Bos.                                                                                     |
| 3 april 1944                                                                  | Boedapest                                              | Geallieerden               | |
| april 1944                                                                    | Boekarest                                              | Geallieerden               | 3124 burgerdoden |
| 15 oktober 1944                                                               | Braunschweig                                           | Geallieerden               | 1000 burgerdoden |
| 173 bombardementen                                                            | Bremen                                                 | Geallieerden               | doelwit: industrie, 4000 burgerdoden |
| 9-11-1944                                                                     | Breskens                                               | Geallieerden               | 184 burgerdoden |
|                                                                               | Breslau                                                | Geallieerden               | |
| 8–9 juli 1944                                                                 | Caen                                                   | Geallieerden               | 300 burgerdoden |
| februari-april 1945, 10 luchtaanvallen                                        | Chemnitz                                               | Geallieerden               | 4000 burgerdoden |
| 1944                                                                          | Dalmine                                                | Geallieerden               | 250 burgerdoden |
|                                                                               | Coevorden                                              | Geallieerden               | |
| 11–12 september 1944                                                          | Darmstadt                                              | Geallieerden               | 11.500 burgerdoden |
|                                                                               | Den Helder                                             | Geallieerden               | |
|                                                                               | Deventer                                               | Geallieerden               | |
|                                                                               | Dinteloord                                             | Geallieerden               | |
| 19, 21, 23 maart 1945                                                         | Doetinchem                                             | Geallieerden               | Noodziekenhuis gebombardeerd, 180 burgerdoden |
| 13–14 februari 1945                                                           | Dresden                                                | Geallieerden               | 25.000 - 35.000 burgerdoden, stad verwoest door vuurstorm                                                                                            |
| 14-15 oktober 1944                                                            | Duisburg                                               | Geallieerden               | 2500 burgerdoden |
| 1942-1943                                                                     | Düsseldorf                                             | Geallieerden               | 600 burgerdoden |
| 17 september 1944                                                             | Ede                                                    | Geallieerden               | 69 burgerdoden |
| 6 december 1942                                                               | Eindhoven (1942)                                       | Geallieerden               | Codenaam: 'Operation Oyster'. Beter bekend als 'Sinterklaasbombardement'. Doelwit Koninklijke Philips, 140 burgerdoden                               |
| 7 september 1943                                                              | Elsene                                                 | Geallieerden               | 342 burgerdoden |
| 7 oktober 1944                                                                | Emmerik                                                | Geallieerden               | |
| 15 maart 1945                                                                 | Enkhuizen                                              | Geallieerden               | 23 burgerdoden |
| 10 oktober 1943                                                               | Enschede                                               | Geallieerden               | 356 burgerdoden |
| 22 februari 1944                                                              | Enschede                                               | Geallieerden               | Onderdeel van Operatie Argument. 40 burgerdoden, 41 gewonden.                                                                                        |
|                                                                               | Essen                                                  | Geallieerden               | Doelwit: Friedrich Krupp AG staalfabriek |
|                                                                               | Foggia                                                 | Geallieerden               | |
| juni 1940 tot maart 1945                                                      | Frankfurt                                              | Geallieerden               | 5500 burgerdoden |
|                                                                               | Frascati                                               | Geallieerden               | |
|                                                                               | Geleen                                                 | Geallieerden               | |
| 25 juni tot 19 november                                                       | Gelsenkirchen                                          | Geallieerden               | vier bombardementen op industrie |
| 6 en 11 februari 1941                                                         | Genua en La Spezia                                     | Geallieerden               | aanval op havens en oorlogsschepen |
|                                                                               | Goor                                                   | Geallieerden               | |
|                                                                               | Groenlo                                                | Geallieerden               | |
|                                                                               | Haarlem                                                | Geallieerden               | |
| 24 juli en 3 augustus 1943                                                    | Hamburg                                                | Geallieerden               | 45.000 burgerdoden |
| lente 1944                                                                    | Hasselt                                                | Geallieerden               | doel: spoorknooppunt |
| 4 december 1944                                                               | Heilbronn                                              | Geallieerden               | 6500 burgerdoden |
|                                                                               | Hengelo                                                | Geallieerden               | |
| 1944-1945, 7 luchtaanvallen                                                   | Hildesheim                                             | Geallieerden               | 1600 burgerdoden |
|                                                                               | Hilversum                                              | Geallieerden               | |
| 6 augustus 1945                                                               | Hiroshima                                              | Geallieerden               | eerste uraniumbom ooit en eerste kernwapen ooit ingezet                                                                                              |
| 1944-1945, 22 luchtaanvallen                                                  | Innsbruck                                              | Geallieerden               | 495 burgerdoden |
| 22-23 oktober 1943                                                            | Kassel                                                 | Geallieerden               | 10.000 burgerdoden |
| 1940-1944, 9 luchtaanvallen                                                   | Kaiserslautern                                         | Geallieerden               | |
| 30-31 mei 1942                                                                | Keulen                                                 | Geallieerden               | 411 burgerdoden |
| 7 oktober 1944 en 7 februari 1945                                             | Kleef                                                  | Geallieerden               | |
| 16-17 maart 1945                                                              | Kobe                                                   | Geallieerden               | 8841 burgerdoden |
| 1944-1945                                                                     | Koblenz                                                | Geallieerden               | 1016 burgerdoden |
| 26/27 augustus 1944 en 29/30 augustus 1944                                    | Königsbergen                                           | Geallieerden               | 5000 burgerdoden |
|                                                                               | Kure                                                   | Geallieerden               | |
| 11 december 1944                                                              | Leiden                                                 | Geallieerden               | |
| 4 december 1943                                                               | Leipzig                                                | Geallieerden               | 1800 burgerdoden |
| 29 maart 1942                                                                 | Lübeck                                                 | Geallieerden               | 320 burgerdoden |
|                                                                               | Maassluis                                              | Geallieerden               | |
| 27 februari 1945                                                              | Mainz                                                  | Geallieerden               | 1200 burgerdoden |
|                                                                               | Mannheim                                               | Geallieerden               | doelwit: chemische fabriek BASF |
|                                                                               | Marlot                                                 | Geallieerden               | |
| 17 mei 1940                                                                   | Middelburg                                             | Asmogendheden Geallieerden | |
| 16 en 17 mei 1943                                                             | Möhnesee, Edersee, Sorpesee                            | Geallieerden               | Aanval op drie stuwdammen met speciale bommen |
|                                                                               | Montfort                                               | Geallieerden               | |
| 5 april 1943                                                                  | Mortsel                                                | Geallieerden               | Doelwit: Erla fabriek, 936 burgerdoden |
| 74 bombardementen                                                             | München                                                | Geallieerden               | 5000 doden |
| 9 augustus 1945                                                               | Nagasaki                                               | Geallieerden               | Eerste plutoniumbom ooit |
|                                                                               | Nagaoka                                                | Geallieerden               | |
|                                                                               | Nagoya                                                 | Geallieerden               | |
|                                                                               | Naha                                                   | Geallieerden               | |
| 1943                                                                          | Napels                                                 | Geallieerden               | 6000 burgerdoden |
| 22 februari 1944                                                              | Nijmegen                                               | Geallieerden               | Onderdeel van Operatie Argument. Circa 880 burgerdoden.                                                                                              |
| 22 maart 1944                                                                 | Nijverdal                                              | Geallieerden               | 73 burgerdoden |
|                                                                               | Numazu                                                 | Geallieerden               | |
| 1940-1945                                                                     | Neurenberg                                             | Geallieerden               | 1800 burgerdoden |
| 13-14 maart 1945                                                              | Osaka                                                  | Geallieerden               | 3987 burgerdoden |
| 23 februari 1945                                                              | Pforzheim                                              | Geallieerden               | 17.600 burgerdoden |
| 31 juli 1943                                                                  | Remscheid                                              | Geallieerden               | 1000 burgerdoden |
|                                                                               | Rome                                                   | Geallieerden               | |
| 31 maart 1943                                                                 | Rothenburg ob der Tauber                               | Geallieerden               | 39 burgerdoden |
| 1943                                                                          | Rotterdam (1943)                                       | Geallieerden               | 417 burgerdoden |
| 1944-1945                                                                     | Saarbrücken                                            | Geallieerden               | 361 burgerdoden |
| 1944-1945                                                                     | Salzburg                                               | Geallieerden               | |
| 1 april 1944                                                                  | Schaffhausen                                           | Geallieerden               | 40 burgerdoden |
| februari-april 1945                                                           | Schwäbisch Hall                                        | Geallieerden               | |
| 22 luchtaanvallen 1943                                                        | Schweinfurt                                            | Geallieerden               | doelwit: fabriek van kogellagers, 600 burgerdoden |
|                                                                               | Sendai                                                 | Geallieerden               | |
|                                                                               | Singapore (1944-1945)                                  | Geallieerden               | |
| 17 mei 1944                                                                   | Soerabaja                                              | Geallieerden               | Aanval op Japanse stellingen |
| 1943-1944                                                                     | Stettin                                                | Geallieerden               | |
| 53 luchtaanvallen 1944                                                        | Stuttgart                                              | Geallieerden               | 4477 burgerdoden |
| 1944                                                                          | Tienen                                                 | Geallieerden               | |
| 1942                                                                          | Tokio                                                  | Geallieerden               | Beter bekend als de Doolittle Raid, vergelding voor Aanval op Pearl Harbor                                                                           |
| 9/10 maart 1945                                                               | Tokio                                                  | Geallieerden               | 83.793 burgerdoden door vuurstorm |
|                                                                               | Toyama                                                 | Geallieerden               | |
|                                                                               | Toyahashi                                              | Geallieerden               | |
|                                                                               | Treviso                                                | Geallieerden               | |
|                                                                               | Thessaloniki                                           | Geallieerden               | |
| 1944                                                                          | Trier                                                  | Geallieerden               | |
|                                                                               | Tsu                                                    | Geallieerden               | |
|                                                                               | Ujiyamada                                              | Geallieerden               | |
| 17 december 1945                                                              | Ulm                                                    | Geallieerden               | 707 burgerdoden |
| 10 december 1940 25 februari – 3 september 1944 13 oktober – 19 november 1944 | Venlo                                                  | Geallieerden               | 285 - 455 burgerslachtoffers |
|                                                                               | Wenen                                                  | Geallieerden               | |
| 23 maart 1945                                                                 | Wesel                                                  | Geallieerden               | 600 burgerdoden |
| 3 oktober 1944                                                                | Westkapelle (Walcheren)                                | Geallieerden               | 158 burgerdoden |
|                                                                               | Wolfheze                                               | Geallieerden               | (psychiatrisch ziekenhuis) |
| 1943                                                                          | Wuppertal                                              | Geallieerden               | 6500 burgerdoden |
| 16 maart 1945                                                                 | Würzburg                                               | Geallieerden               | 5000 burgerdoden |
|                                                                               | Yawata                                                 | Geallieerden               | |
| 29 mei 1945                                                                   | Yokohama                                               | Geallieerden               | 7500 burgerdoden |
|                                                                               | Zadar                                                  | Geallieerden               | |
|                                                                               | Zagreb                                                 | Geallieerden               | |
| 14 oktober 1944                                                               | Zutphen                                                | Geallieerden               | 92 burgerdoden |